# Torp (gehucht)

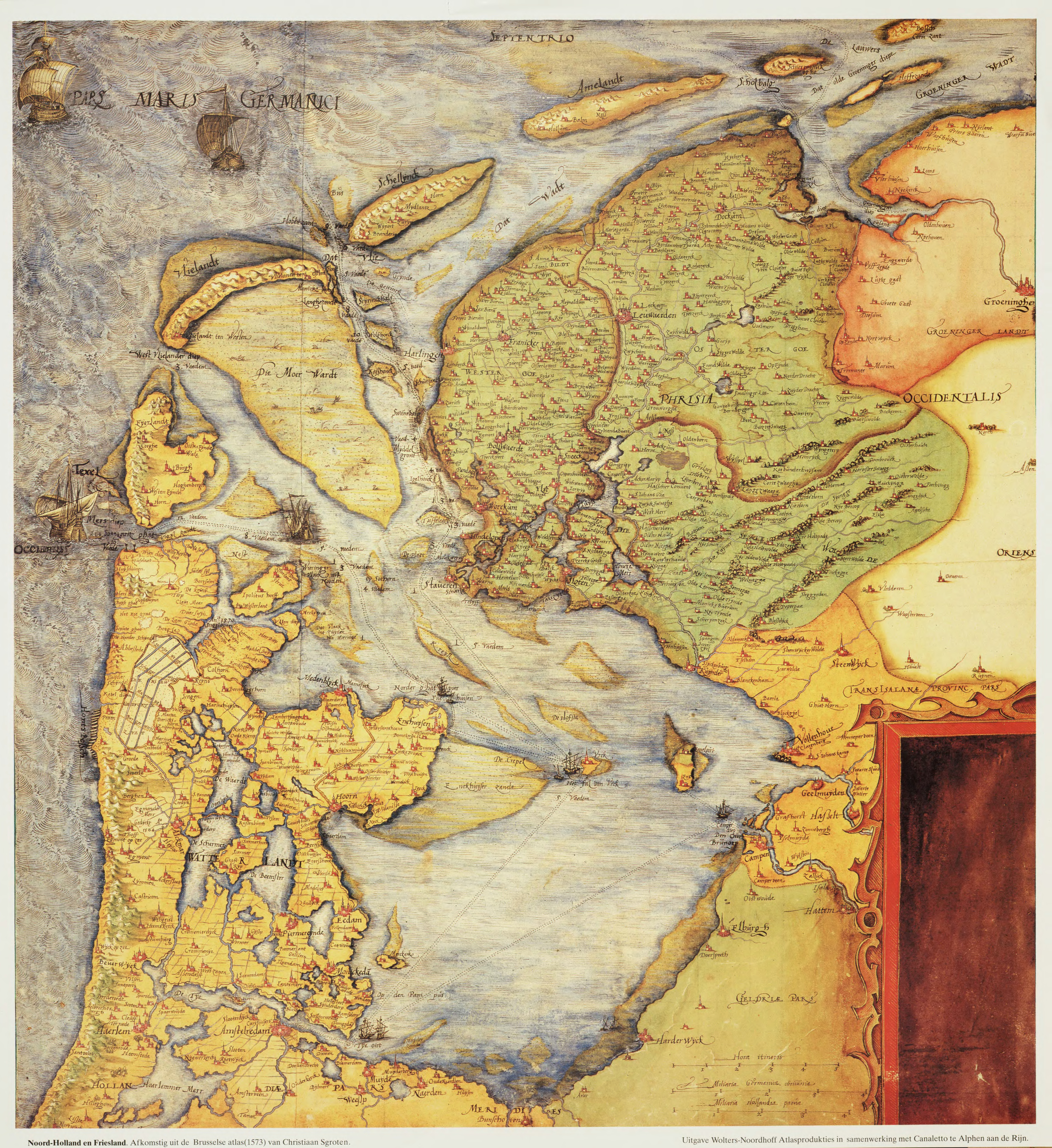
Kaart van Sgroten uit 1573 met links in het midden Torp

 Het Torp (ook wel 't Behoude dorp of 't Dorp genoemd) was een middeleeuws gehucht en terp ten oosten van Huisduinen in de huidige gemeente Den Helder. Het was vanaf de 8e eeuw bewoond. Het werd in 1283 samen met Huisduinen door Floris V van Holland verkocht aan Willem II van Egmont. Het dorp heette toen Oudendorp. In de 16e eeuw had het, blijkens een kaart van Christiaan Sgroten uit 1573, nog een kapel. Ook had het een kerkhof. Dit werd tot in het begin van de 19e eeuw nog gebruikt; de laatste eeuw vooral door oudkatholieken uit Huisduinen en Den Helder.
In 1965 is er op de plek van de terp archeologisch onderzoek uitgevoerd voordat de nieuwe woonwijk De Schooten op deze locatie werd gebouwd. Er werden meerdere grafstenen en tal van schedels en beenderen gevonden. Andere vondsten die toen zijn gedaan, waaronder een muil uit de 16e eeuw,  liggen opgeslagen in het Huis van Hilde. In 1997 werden bij het bouwen van woningen vijf skeletten gevonden. Omdat in 1965 maar een klein gedeelte van de terp is onderzocht vond er in februari 2016 opnieuw onderzoek plaats. Er werden onder meer een benen kam en keramiek gevonden.